# 鳥取県道306号福本関金線
鳥取県道306号福本関金線（とっとりけんどう306ごう ふくもとせきがねせん）は、鳥取県東伯郡三朝町から倉吉市に至る一般県道である。

## 概要
東伯郡三朝町大字福山から倉吉市関金町関金宿に至る。

### 路線データ
- 起点：鳥取県東伯郡三朝町大字福山（鳥取県道38号倉吉福本線交点）
- 終点：鳥取県倉吉市関金町関金宿（岡山県道・鳥取県道115号常藤関金線交点）

## 路線状況

### 道路施設

#### トンネル
- 文殊（もんじゅ）トンネル：延長79 m、	1983年（昭和58年）竣工、倉吉市

## 地理

### 通過する自治体
- 鳥取県
  - 東伯郡三朝町 - 倉吉市

### 交差する道路
| 交差する道路                      | 市町村名 | 市町村名 | 交差する場所 | 交差する場所 |
| --------------------------------- | -------- | -------- | ------------ | ------------ |
| 鳥取県道38号倉吉福本線            | 東伯郡   | 三朝町   | 大字福山     | 起点         |
| 岡山県道・鳥取県道115号常藤関金線 | 倉吉市   | 倉吉市   | 関金町関金宿 | 終点         |

### 沿線
- 不動滝